# Hatsu (personne)
Hatsu (初), également appelée Jōkō-in (常高院), née en 1570 et décédée le 30 septembre 1633, est un important personnage de la fin de la période Sengoku.

## Biographie
Hatsu est la seconde fille de Nagamasa Asai. Sa mère, Oichi no Kata, était la plus jeune des sœurs de Nobunaga Oda.
Son père mourut pendant le siège d'Odani en 1573 après s'être rebellé contre Nobunaga et son frère Manpukumaru a été tué. Avec ses sœurs et sa mère, elles rejoignirent le clan Oda. En 1582, après l'assassinat de son oncle, sa mère épousa Shibata Katsuie, un géneral au service des Oda et en 1583, Hideyoshi Toyotomi attaqua le château de celui-ci. Sa mère mourut et Hideyoshi a pris Hatsu et ses sœurs sous son aile.
Sa grande sœur était Yodo-Dono, également appelé Chacha. Elle était la concubine et la deuxième épouse de Hideyoshi Toyotomi ; et la mère de Hideyori Toyotomi.
Sa petite sœur, Oeyo, également connue sous le nom d'Ogō, était l'épouse principale du shogun Hidetada Tokugawa et la mère de son successeur Iemitsu Tokugawa.
En 1587 (Tensho 15), Hatsu a épousé Takatsugu Kyogoku un daïmio de la province d'Ōmi, tenant le château de Ōtsu pour les Toyotomi. À cette époque, Takatsugu était un fudai daimyo (vassal héréditaire) de Toyotomi avec des revenus annuels de 60 000 koku. Après 1600, Takatsugu a prêté allégeance à Tokugawa ; et a été récompensé avec le domaine d'Obama dans la province de Wakasa et un revenu annuel du 92 000 koku.
Les fortunes changeantes de son mari ont affecté la vie de Hatsu. Les registres des marchands de produits de luxe donnent un aperçu du mécénat et des goûts de cette classe privilégiée.
Etant Stérile, elle conseilla son mari de prendre une concubine pour assurer une descendance au clan Kyogoku, toutefois elle adopta sa nièce Hatsu, fille de Oeyo, qui épousera plus tard Tadataka Kyogoku, fils de Takatsugu.
Après la mort de son mari en 1609, elle s'est retirée du monde à Nozen-zan Jōkō-ji (凌霄山常高寺), un couvent bouddhiste à Obama (où elle sera enterrée), prenant le nom de Jōkō-in (常高院). Cependant, Hatsu est restée active dans les intrigues politiques de son époque. Ses liens familiaux avec le clan Toyotomi et le clan Tokugawa ont fait en sorte qu'elle serve principalement d'intermédiaire entre les deux rivaux. Elle a agi ainsi jusqu'en 1615, quand Tokugawa a éliminé Toyotomi au siège d'Osaka. Avant de mourir, elle s'est converti au Christianisme.
Bien que le clan de Kyōgoku se soit déplacé à Izumo-Matsue un an après la mort d'Ohatsu, sa tombe est restée intacte selon ses souhaits.

## Dans la culture populaire
Elle apparaît dans la Taiga drama Gō:Hime-tachi no Sengoku, basée sur la vie de sa sœur ; son rôle est joué par Asami Mizukawa.
Elle apparait aussi dans le jeu Samurai Warriors Empire.

## Source de la traduction
- (en) Cet article est partiellement ou en totalité issu de l’article de Wikipédia en anglais intitulé « Ohatsu » (voir la liste des auteurs).